# Yaginumia
Genre
Yaginumia est un genre d'araignées aranéomorphes de la famille des Araneidae.

## Répartition
Les espèces de ce genre se rencontrent en Asie de l'Est.

## Liste des espèces
Selon World Spider Catalog (version 26, 15/02/2025) :
- Yaginumia medog Mi & Wang, 2025
- Yaginumia qiong Mi & Wang, 2025
- Yaginumia sia (Strand, 1906)

## Systématique et taxinomie
Ce genre a été décrit en 1960 dans les Argiopidae par l'entomologiste et arachnologue américain Allan Frost Archer (d) (1908-1994).

## Étymologie
Ce genre est nommé en l'honneur de l'arachnologue japonais Takeo Yaginuma (d) (1916-1995).

## Publication originale
- (en) A. F. Archer, « A new genus of Argiopidae from Japan », Acta arachnologica, Japon, vol. 17, no 1,‎ 1960, p. 13-14 (ISSN 0001-5202, e-ISSN 1880-7852, lire en ligne, consulté le 15 février 2025).